# Vol. 4
Vol. 4 ist das vierte Studioalbum der britischen Heavy-Metal-Band Black Sabbath und wurde im September 1972 veröffentlicht.

## Entstehungsgeschichte
Der eigentliche Albumname hätte der Titel des Tracks Snowblind sein sollen, da dieser aber offensiv Drogenkonsum (Snow steht im Englischen Slang für Kokain) anspricht, verweigerte sich die Plattenfirma einer solchen Namensgebung. Ein weiterer Hinweis auf den Gebrauch von Kokain lässt sich im Inneren der LP finden. Dort steht in der Dankesliste „the great COKE-Cola Company“ statt „The Coca-Cola Company“. Geezer Butler trat zur Volume 4-Zeit meist mit einem „Enjoy CoCaine“-Aufkleber (in Anlehnung an das Logo von Coca-Cola) auf seinem Bass auf.

## Erfolge
Vol. 4 wurde der insgesamt vierte Erfolg für die Band. Das Album erreichte Platz 13 der US-Billboard-Charts, in England konnten sie Platz 8 erreichen und in Deutschland Platz 14. Das Album erreichte in den USA bereits am 11. November 1972 Gold-Status und 1986 Platin-Status.
Im Jahr 2014 belegte das Album Platz 83 auf der Liste Die 100 besten Metal- und Hardrock-Alben aller Zeiten des Rolling Stone.

## Plattencover
Das Albumcover zeigt ein monochromes Foto von Ozzy Osbourne, der mit erhobenen Händen das Friedenszeichen wirft. Das Bild wurde während eines Black Sabbath-Konzerts in der Birmingham Town Hall im Januar 1972 von Keith Macmillan (auch als Keef bekannt) aufgenommen. Die ursprüngliche Veröffentlichung des Albums (bei Vertigo in Großbritannien, bei Warner Bros. in den USA und bei Nippon Phonogram in Japan) enthält eine Klapphülle mit einer in der Mitte aufgeklebten Seite. Jedes Bandmitglied erhält seine eigene Fotoseite, wobei die Band auf der Bühne im Mittelpunkt steht. Alle Fotos stammen vom oben genannten Auftritt in Birmingham.
Das Original-Cover des Albums hat sich als ikonisch erwiesen und wurde mehrfach nachgeahmt und parodiert, beispielsweise auf dem Compilation-Album Peaceville Volume 4 von 1992, der EP Volume Two der Band Sleep von 1992 und Longmont Potion Castle Vol. 4 des Scherzanrufers Longmont Potion Castle und die Planet Caravan EP von Pantera aus dem Jahr 1994.
Die US-amerikanischen 8-Spur-Kassetten- und Kassettenveröffentlichungen des Albums weisen ein alternatives Artwork auf: einen gelben Hintergrund mit Ozzys Silhouette in Schwarz.

## Titelliste
Alle Songs wurden von Butler, Iommi, Osbourne und Ward geschrieben.
1. Wheels of Confusion/The Straightener – 8:14
2. Tomorrow’s Dream – 3:12
3. Changes – 4:41
4. FX – 1:43
5. Supernaut – 4:46
6. Snowblind – 5:32
7. Cornucopia – 3:55
8. Laguna Sunrise – 2:53
9. St. Vitus Dance – 2:30
10. Under the Sun/Every Day Comes and Goes – 5:50

## Songinfos
An Changes wirkte Yes-Keyboarder Rick Wakeman mit. Das Lied war außerdem B-Seite der Single Sabbath Bloody Sabbath. Es wurde später von Ozzy Osbournes Tochter Kelly im Duett mit ihrem Vater aufgenommen und war auch der Titel ihres Albums von 2003. Es ist ebenfalls auf Under Cover, einem Solo-Album von Ozzy Osbourne aus dem Jahre 2005, wiederzufinden.
The Straightener ist das Outro des Songs Wheels of Confusion, Every Day Comes and Goes heißt das Outro von Under the Sun, jedoch werden diese Bezeichnungen auf manchen Wiederveröffentlichungen unterschlagen.
Tomorrow’s Dream wurde als Single ausgekoppelt, gelangte jedoch nicht in die Charts.
St. Vitus Dance ist Namensgeber für die Doom-Metal-Band Saint Vitus.